# Paris Saint-Germain Football Club 2004-2005
Questa voce raccoglie le informazioni riguardanti il Paris Saint-Germain Football Club nelle competizioni ufficiali della stagione 2004-2005.

## Maglie e sponsor
Lo sponsor tecnico per la stagione 2004-2005 è Nike, mentre lo sponsor ufficiale è Thomson.
| Casa | Trasferta | Terza divisa |

## Rosa
| N. |                                 | Ruolo | Calciatore          |
| -- | ------------------------------- | ----- | ------------------- |
| 1  | Francia (bandiera)              | P     | Lionel Letizi       |
| 2  | Francia (bandiera)              | D     | Stéphane Pichot     |
| 5  | Francia (bandiera)              | D     | Bernard Mendy       |
| 6  | Colombia (bandiera)             | D     | Mario Yepes         |
| 7  | Francia (bandiera)              | A     | Fabrice Pancrate    |
| 8  | Brasile (bandiera)              | A     | Reinaldo            |
| 9  | Portogallo (bandiera)           | A     | Pauleta             |
| 10 | Serbia e Montenegro (bandiera)  | C     | Branko Bošković     |
| 11 | Russia (bandiera)               | C     | Sergej Semak        |
| 11 | Francia (bandiera)              | C     | Fabrice Fiorèse     |
| 12 | Nigeria (bandiera)              | A     | Bartholomew Ogbeche |
| 13 | Tunisia (bandiera)              | C     | Hocine Ragued       |
| 14 | Francia (bandiera)              | C     | Édouard Cissé       |
| 15 | Bosnia ed Erzegovina (bandiera) | A     | Vedad Ibišević      |
| 16 | Francia (bandiera)              | P     | Jérôme Alonzo       |
| 17 | Camerun (bandiera)              | D     | Jean-Hugues Ateba   |
| 18 | Tunisia (bandiera)              | C     | Selim Benachour     |

| N. |                                | Ruolo | Calciatore                         |
| -- | ------------------------------ | ----- | ---------------------------------- |
| 19 | Albania (bandiera)             | C     | Lorik Cana                         |
| 20 | Portogallo (bandiera)          | D     | Hélder Cristóvão                   |
| 21 | Portogallo (bandiera)          | C     | Filipe Teixeira                    |
| 21 | Francia (bandiera)             | C     | Romain Rocchi                      |
| 22 | Francia (bandiera)             | D     | Sylvain Armand                     |
| 23 | Camerun (bandiera)             | C     | Modeste M'Bami                     |
| 24 | Francia (bandiera)             | D     | José-Karl Pierre-Fanfan (capitano) |
| 25 | Francia (bandiera)             | C     | Jérôme Rothen                      |
| 26 | Francia (bandiera)             | D     | Jean-Michel Badiane                |
| 27 | Francia (bandiera)             | C     | Charles-Édouard Coridon            |
| 28 | Serbia e Montenegro (bandiera) | A     | Danijel Ljuboja                    |
| 29 | Francia (bandiera)             | C     | Rudy Haddad                        |
| 30 | Algeria (bandiera)             | P     | Mohamed Benhamou                   |
| 33 | Costa d'Avorio (bandiera)      | D     | Sol Bamba                          |
| 34 | Francia (bandiera)             | D     | Youness Bengelloun                 |
| 35 | Francia (bandiera)             | P     | Nicolas Cousin                     |
| 36 | Senegal (bandiera)             | D     | Boukary Dramé                      |

## Risultati

### UEFA Champions League

#### Fase a gironi
| Arbitro: | Mejuto González |

|  |           |                             |
|  | Marcatori | 29’ Terry 45+1’, 76’ Drogba |

| Arbitro: | Busacca |

|                                  |           |  |
| Semak 64’ Vágner Love 77’ (rig.) | Marcatori |  |

| Arbitro: | Collina |

|                         |           |  |
| Coridon 30’ Pauleta 31’ | Marcatori |  |

| Porto 2 novembre 2005, ore 20:45 CET Gruppo H - 4ª giornata | Porto  | 0 – 0 | Paris Saint-Germain | Estádio do Dragão (30 210 spett.)\| Arbitro: \| Dougal \| |
| Arbitro:                                                    | Dougal |       |                     |                                                           |

| Londra 24 novembre 2004, ore 20:45 CET Gruppo H - 5ª giornata | Chelsea | 0 – 0 referto | Paris Saint-Germain | Stamford Bridge (39 626 spett.)\| Arbitro: \| Temmink \| |
| Arbitro:                                                      | Temmink |               |                     |                                                          |

| Arbitro: | Merk |

|              |           |                     |
| Pancrate 37’ | Marcatori | 28’, 64’, 70’ Semak |